# 笠森お仙

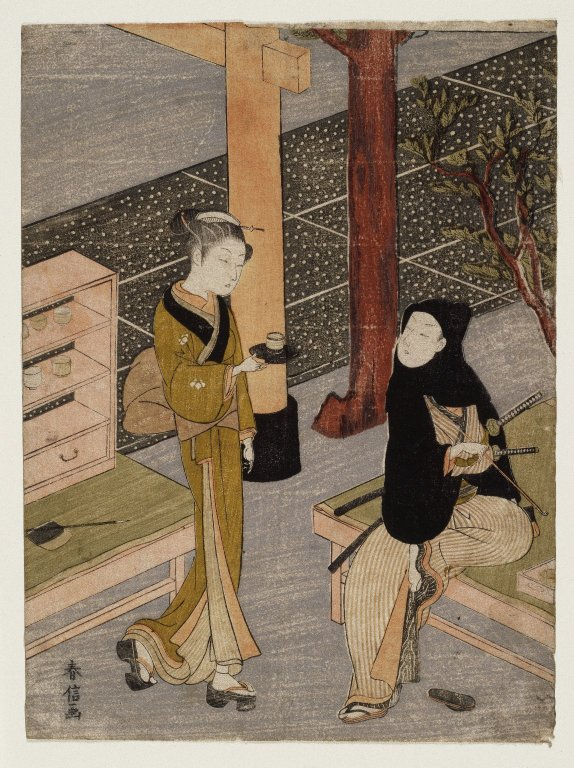
鈴木春信「お仙茶屋」

笠森 お仙（かさもり おせん、1751年（宝暦元年） - 1827年2月24日（文政10年1月29日））は、江戸谷中の笠森稲荷門前の水茶屋「鍵屋」で働いていた看板娘で鍵屋五兵衛の娘。明和年間（1764年-1772年）、浅草寺奥山の楊枝屋「柳屋」の看板娘柳屋お藤（やなぎや おふじ）と人気を二分し、また加藤曳尾庵の随筆によれば、二十軒茶屋の水茶屋「蔦屋」の看板娘蔦屋およし（つたや およし）も含めて江戸の三美人（明和三美人）の1人としてもてはやされた。
1763年（宝暦13年）ごろから、家業の水茶屋の茶汲み女として働き、評判はよかった。
1768年（明和5年）ごろ、市井の美人を題材に錦絵を手がけていた浮世絵師鈴木春信の美人画のモデルとなった。その美しさから江戸中の評判となり、大田南畝が『半日閑話』で、「谷中笠森稲荷地内水茶屋女お仙美なりとて皆人見に行き」と記し、「向こう横丁のお稲荷さんへ 一銭あげて ざっと拝んで おせんの茶屋へ」と手毬唄に歌われ、お仙を題材にした狂言や歌舞伎が作られるほど一世を風靡し、お仙見たさに笠森稲荷の参拝客が増えたという。また、「鍵屋」は美人画の他、手ぬぐいや絵草紙、すごろくといった所謂「お仙グッズ」も販売していた。
お仙の登場により、他の店も看板娘を置くようになり、それまで一杯一銭だった茶代は、最盛期には五十文から一朱に値上がりした。また素人娘を番付する『娘評判記』が季節ごとに刊行され、お仙には「太極上上吉」という最高級の評価が与えられた。お仙が汚れ防止に着用した前垂れは、看板娘の魅力を引き出す衣装となり、夏季は縮や麻、冬季は羽二重や縮緬が使われるなど高級化して、着物より高額な物も出回り、贔屓の客が買い与える事例もあった。
1770年（明和7年）2月ごろ、人気絶頂だったお仙は突然鍵屋から姿を消した。お仙目当てに訪れても店には老齢の父親がいるだけだったため、「茶釜が薬缶に化けた」という言葉が流行した。お仙が姿を消したのは幕府旗本御庭番で笠森稲荷の地主でもある倉地政之助の許に嫁いだためで、9人の子宝に恵まれ、長寿を全うしたという。文政10年1月29日死去した。享年77。
現在、お仙を葬った墓は東京都中野区上高田の正見寺にあり、その墓石は1994年に中野区登録有形文化財に登録されている。

## お仙をモデルにした作品
怪談月笠森（かいだんつきのかさもり、通称「笠森お仙」）
歌舞伎。世話物。河竹黙阿弥作。1865年（慶応元年）初演。茶屋娘のおせんが殺された姉おきつの仇を討つ。
恋衣花笠森（こいごろもはなのかさもり）
永井荷風の小説。この作品以外にも、荷風は東京都台東区谷中の大円寺に「笠森阿仙乃碑」を建立、お仙の美貌を絶賛する文を残している。
きまぐれ乗車券 第四話「夕映え電車」
小山田いくの漫画。毎日同じ時間の電車に現れる美人を歴史雑誌に「現代版笠森お仙」として紹介しようとするエピソード。
超時空眼鏡史メビウスジャンパー
小野寺浩二の漫画。お仙の人気は現代で言えばメイド喫茶のウェイトレスがアイドル化したようなものだとして、コミカルに紹介するエピソードがある。
江戸前エルフ
樋口彰彦の漫画。インフルエンサーを当時の茶屋娘のようなものと例え、主人公の一押しの茶屋娘に彼女の名前を挙げている。